# Явашев, Христо
Христо Явашев (англ. Сhristo Hristo Yavashev, болг. Христо Владимиров Явашев; 13 июня 1935, Габрово — 31 мая 2020, Нью-Йорк) — американский скульптор и художник болгарского происхождения, прославившийся вместе со своей женой Жанной-Клод де Гийебон своими работами, в которых «упаковывал» различные объекты — от пишущей машинки и автомобиля до здания Рейхстага и целого морского побережья. 
Внук болгарского археолога и ботаника Анания Явашова.

## Биография

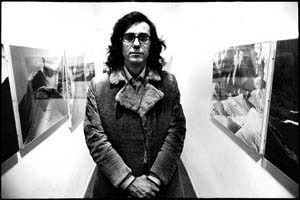
Фотография 1972 года

Родился 13 июня 1935 года в болгарском городе Габрово. Отец владел текстильной фабрикой, мать работала секретарём Академии изобразительных искусств в Софии.
В 1952—1956 гг. учился в Софийской Академии художеств.
В 1956 году выехал в Прагу и нелегально пересёк австрийскую границу. В 1958—1964 годах жил в Париже. В 1964 году поселился в Нью-Йорке.
В 1958 году в Париже познакомился со своей будущей женой — Жанной-Клод де Гийебон (примечательно, что супруги появились на свет в один и тот же день — 13 июня 1935 года). Существует несколько версий относительно даты их свадьбы. По одной из них, Христо и Жанна-Клод стали семьей в 1959 году. По другой же, Христо сначала увлекся её сводной сестрой Джойс. Жанна-Клод тем временем была помолвлена с другим мужчиной, но забеременела от Христо (легенда гласит, что их первый поцелуй был так страстен, что он сломал зуб). Тем не менее Жанна-Клод всё же вышла замуж за другого, однако почти сразу после медового месяца развелась: «Я убедилась, что все мое естество тянется к Христо». Их сын Кирил родился в 1960 году, а в 1962 году они поженились.
В 1973 году Христо получил американское гражданство.
18 ноября 2009 года Жанна-Клод умерла в возрасте 74 лет от осложнений, связанных с аневризмой мозга.
Христо Явашев умер 31 мая 2020 года.

## Творчество
Христо и Жанна-Клод известны своими грандиозными проектами по упаковке пространств, но начиналось все с малых форм: консервных банок, скрипки, велосипеда и стула.
Особенность произведений Христо и Жанны-Клод в их уникальности и неповторимости каждого последующего произведения, о чём они повторяют в своих интервью: каждый проект имеет свою историю, особенную энергию и способен создавать взаимоотношения с большим количеством людей. Традиционные формы искусства не предполагают непосредственного участия зрителя, в отличие от проектов Христо, которые призваны объединить публику, сделать её активным участником перформанса.
Deutsche Welle: «Для Христо главное в искусстве — само искусство, творческий акт и свобода. Обернули Рейхстаг в серебристую ткань, постояло оно в таком виде 14 дней, и все закончилось. Было произведение — и нет его! Искусство Христо временно. И именно эта временность позволяет ему быть свободным: от обладания, от купли-продажи…»
Ахим Зоммер, директор музея в Брюле: «То, что эти проекты спустя две недели после их появления исчезают, будто и не было ничего, ещё не значит, что их реализации не предшествовала длительная подготовительная фаза. К примеру, на проект такого масштаба, как упаковка Рейхстага, ушло 25 лет! За время подготовки Христо создал множество работ: коллажей, рисунков, эскизов, моделей, чертежей. Продажа этих работ обеспечила финансирование данного гигантского проекта».
Во время работы над проектом используется пространство, ранее не включённое в привычный художественный опыт. Планирование, подготовка и реализация проектов часто занимает многие годы, десятки лет, что, по словам Христо, сближает их произведения с архитектурными сооружениями и городским планированием, урбанистикой: «Оборачивать мост — словно возводить его с нуля, а драпировка Рейхстага по своей сути напоминала строительство здания». Такая выдержка в создании проектов объясняется не терпеливостью создателей, по словам Христо, а в открытии того, чем же будет являться проект.
Подлинное значение произведений в полной мере непостижимо и для самих художников. «Очень наивно с нашей стороны полагать, что мы до конца понимаем значение „Пон-Неф“ для парижан. Или до конца понимаем, что „Зонтики“ означают для японцев или калифорнийцев. Как я могу сказать, с какой точки зрения японец видит „Зонтики“, если я сам не японец?» — говорит Христо.
Художники выделяют два основных этапа в своих работах, совершенно различных между собой: «цифровой» и «прикладной». Первый период заключается в создании рисунков, планов будущих произведений. В это время возникают трудности с разрешением властей, проект существует только в головах людей, одни из которых способствуют реализации задумки, другие же хотят остановить её.
В прикладном периоде создатели сталкиваются с природными препятствиями, погодными условиями. Несмотря на первый этап, на все проведённые исследования, визуализации и макеты, трудно представить, как это будет выглядеть вживую. В этом захватывающая часть работы, что цвета, масштабы, динамика материала на ветру становятся видны только по окончании работ.
Важная идея в произведениях Христо и Жанны-Клод — их недолговечность. Временный характер проекта так же представляет собой эстетическое решение. Христо и Жанны-Клод в своих произведениях старались бросить вызов представлениям людей о бессмертии искусства. «Чтобы исчезнуть навсегда, требуется, возможно, больше храбрости, чем для того, чтобы остаться. Во всех этих проектах тема исчезновения, желания остаться в тени — одна из самых сильных. Они исчезнут, как наше детство, наша жизнь». Большие тканевые полотна помогают передать художникам ощущение непостоянства и хрупкости своих созданий. Творчество Христо связано с «переходом», проект показывает постоянное перевоплощение, то, что приходит и исчезает.
Другой значимой для Христо и Жанны-Клод идеей была демонстрация свободы и иррациональности: их произведения ни от кого не зависят и никому не принадлежат. «У них нет причин на существование кроме поэзии, абсолютного творчества. Свобода — самый главный компонент этого проекта. Вот почему наши работы не вечны. Потому что свобода — это враг обладания, а обладание равно статичности…».
Кроме того, в своих работах Христо поднимал проблему внешнего и внутреннего пространства. В мире, где человек круглосуточно находится в упорядоченном пространстве, где каждая вещь кому-то принадлежит, кем-то спроектирована. Это пространство полнится правилами, законами, значениями, правами владения. Художники словно заимствуют это пространство на время, немного нарушают его, используют непривычным образом. Их произведения призваны заставить зрителя пересмотреть устоявшийся взгляд на привычное пространство, на себя в нём. Все места, выбранные для творчества не были пустынны, они использовались людьми в повседневной жизни, обладали определённым значением для жителей.
Феномен упаковки скрывает незначительные подробности, мелкие детали, давая в остатке абстрактное выражение главной сущности объекта. Суть объекта раскрывается в пропорциях, высоте и единичности.
В 1961 году совместно с женой провел первую акцию по упаковке. В 1995 году был упакован Рейхстаг. Осенью 2020 года, получив все необходимые разрешения, планировал упаковать Триумфальную арку в Париже.
За сорок восемь лет Христо и Жанна-Клод реализовали двадцать три проекта. Первым крупным проектом Христо после смерти супруги стал «Плавучий пирс» (The Floating Piers, 2016 год) — сеть ярких тропинок на озере Изео в итальянской Ломбардии, позволяющих людям идти по воде. Посмотреть на это приехали почти полтора миллиона человек.
Все свои работы Христо и Жанна-Клод финансировали сами. В каждом официальном описании их проектов стояла обязательная надпись «художники не принимают спонсорства ни в каком его виде». Финансирование проектов осуществлялось через учреждённую супругами CVJ Corporation — холдинговую компанию, которая создавала дочерние предприятия под каждый проект, размещаемые в стране, где ведутся работы. Одновременно открывалась надежная банковская кредитная линия, обеспеченная залогом из собственных произведений, чем гарантировалось регулярное поступление денег, а в это время CVJ оплачивала текущие проекты за счет продаж малых скульптур, эскизов, картин и проведения выставок для частных коллекционеров и различных институтов. 

## Основные произведения
«Бегущая изгородь. Калифорния» (1972—1976), представляет собой стену из ткани длиной в 24 мили.

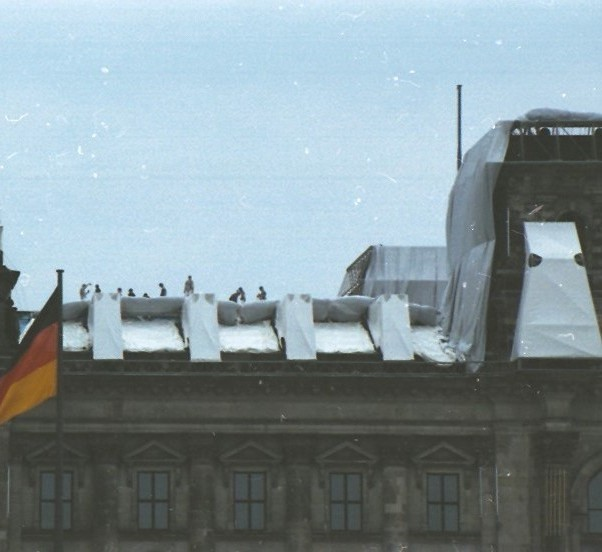
Начало обёртывания здания Рейхстага (1995)

«Обёрнутый рейхстаг. Берлин» (1971—1995). 23 июня 1995 года здание Рейхстага было упаковано в 100 тысяч квадратных метров серебристой ткани, которая крепилась восемью километрами синего каната. Ветер шевелил ткань, создавая иллюзию живого динамичного объекта. По задумке для упаковки здания не должны были использоваться подъёмные краны, поэтому художники прибегли к помощи в том числе профессиональных альпинистов. Перформанс вызвал горячие дискуссии в общественной и политической среде. По словам Вольфганга Шойбле, он способствовал «поляризации, а не сплочению» общества.
«Обёрнутый Пон-Нёф. Париж» (1975—1985). Этот проект собрал 3 миллиона зрителей и потребовал девяти лет переговоров с правительством Франции для получения разрешения. 41000 квадратных метров золотистой материи использовалось для воплощения задумки в жизнь.
«Окружённые острова. Бискайский залив. Большой Майами. Флорида» (1980—1983). Одиннадцать искусственных островов в Бискайском заливе были окружены розовой тканью.
«Зонтики. Япония — США» (1984—1991). 9 октября 1991 года одновременно в Японии и Калифорнии открылись 3100 зонтиков на холмах и долинах, каждый из которых был 6 метров в высоту и 9 метров в диаметре и с фундаментом 6 на 6 футов.

### Проект «Зонтики»

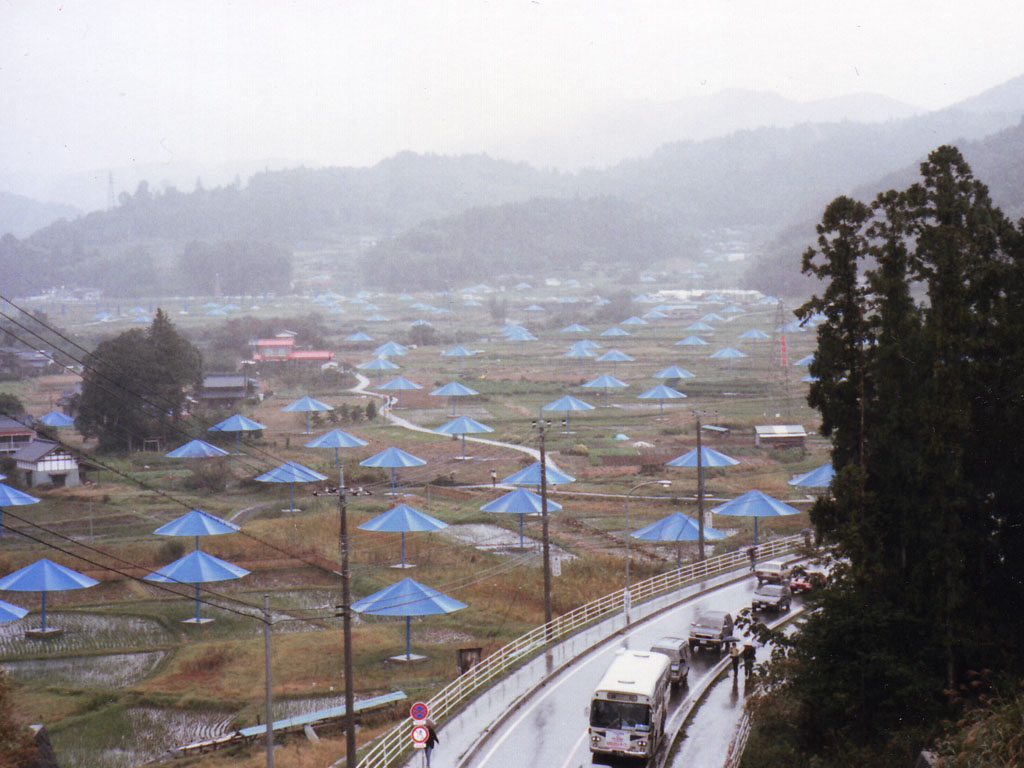
Umbrellas 1991, Япония

Кристо и Жанна-Клод реализовали свой совместный проект с названием «Зонтики» (англ. Umbrellas), смысл которого состоял в том, чтобы показать «сходства и различия в образе жизни и использовании земли». Одновременно жёлтые зонтики были установлены в США и синие зонтики — в Японии (всего 3100 зонтов).
Работы начались в декабре 1990 года, когда были установлены первые стальные основания для зонтиков, которые крепились к земле специальными анкерами длиной 80 см, чтобы выдержать натяжение 1500 кгс (15 кН). Работы были окончены в сентябре 1991 года. Окончательная стоимость проекта составила $26 млн, которая полностью была профинансирована самими художниками. В префектуре Ибараки было установлено 1340 голубых зонтов, на ранчо Tejon Ranch в Калифорнии — 1760 жёлтых зонтов. Инсталляция официально была открыта 9 октября 1991 года.
В общей сложности три миллиона человек увидели зонтики, каждый размером 6 метров в высоту, 8,66 метра в диаметре и весом более 200 кг. Зонты стали огромной туристической достопримечательностью, находя применение от мест для пикника до свадебных алтарей.
Сам художник потом вспоминал, как «посмотреть» на его «Зонтики» приехала группа слепых. И один из них похвалил масштаб, который он понял и ощутил по размеру тени и по разнице температуры на солнце и под зонтиком.
26 октября 1991 года один из зонтиков в Калифорнии был снесён поднявшимся ветром, в результате чего его жертвой стала женщина Лори Кивил-Мэтьюс, а несколько человек получили ранения. Из уважения к памяти погибшей Христо принял решение демонтировать зонты. 28 октября супруги приступили к демонтажу своего проекта. Вторая смерть произошла в Японии во время снятия зонтов — подъёмный кран задел высоковольтный кабель, и погиб рабочий Масааки Накамура.